# Danilo Bingham
Danilo Bingham je akademski slikar; živi i radi u Zagrebu.

## Životopis
Akademiju likovnih umjetnosti završio u Zagrebu u klasi Kokot, Keser Tanay.
Najčešće radi ulja na platnu i akvarele, koja ne često, namjerno završava olovkom koja daje poseban šarm i jedinstvenost slici (dojam ne završene slike). Posebno kvalitetno radi portrete i voli rad portreta po narudžbi (preporuka). Često radi slike s motivima mora (Istra je vrlo čest inspirator umjetniku).

## Vanjske poveznice
- www.lucemsequimur.co.cc